# Irnia
Irnia is een geslacht van hooiwagens uit de familie Assamiidae.
De wetenschappelijke naam Irnia is voor het eerst geldig gepubliceerd door Roewer in 1935. 

## Soorten
Irnia is monotypisch en omvat slechts de volgende soort:
- Irnia scabra